# Kaliforniai Egyetem (San Diego)
A San Diegó-i Kaliforniai Egyetem (angolul University of California San Diego, rövidítve UCSD vagy UC San Diego) a kaliforniai város La Jolla kerületében fekszik. Az egyetem 1960-ban épült fel a már meglévő Scripps Oceánográfiai Intézet közelében. Hallgatóinak létszáma meghaladja a 20 000 főt.

## Az egyetem működése
Mind alap-, mind posztgraduális képzést folytatnak. 125 egyetemi szakon folyik az oktatás, 51 doktori program működik, 52 tudományos fokozattal rendelkező tanár oktat.
A Kaliforniai Egyetem működteti a San Diegó-i Orvosi Centrumot, s kapcsolatot tart fent számos kutatási intézettel, pl. Scripps-, Salk-, Burnham intézetekkel. Az egyetem 1982-től elismert tagja az amerikai egyetemek egyesületének Számos elismert és kitüntetett tudós dolgozott és dolgozik az egyetemen, Nobel-díjasok, MacArthur lovagok, a tudományos nemzeti éremmel kitüntettek és egy kiváló éremművész.
A sport területén is kitűnik az egyetem, 19 egyetemközi csapattal rendelkezik, híresek a Trinonok, s benne vannak a kaliforniai atlétikai szövetség (NCAA) II. osztályú csapatában.

## Története

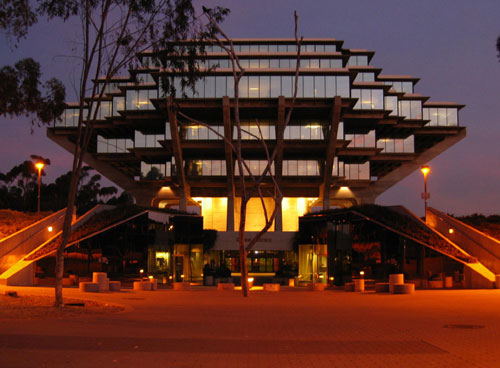
A kampusz könyvtára

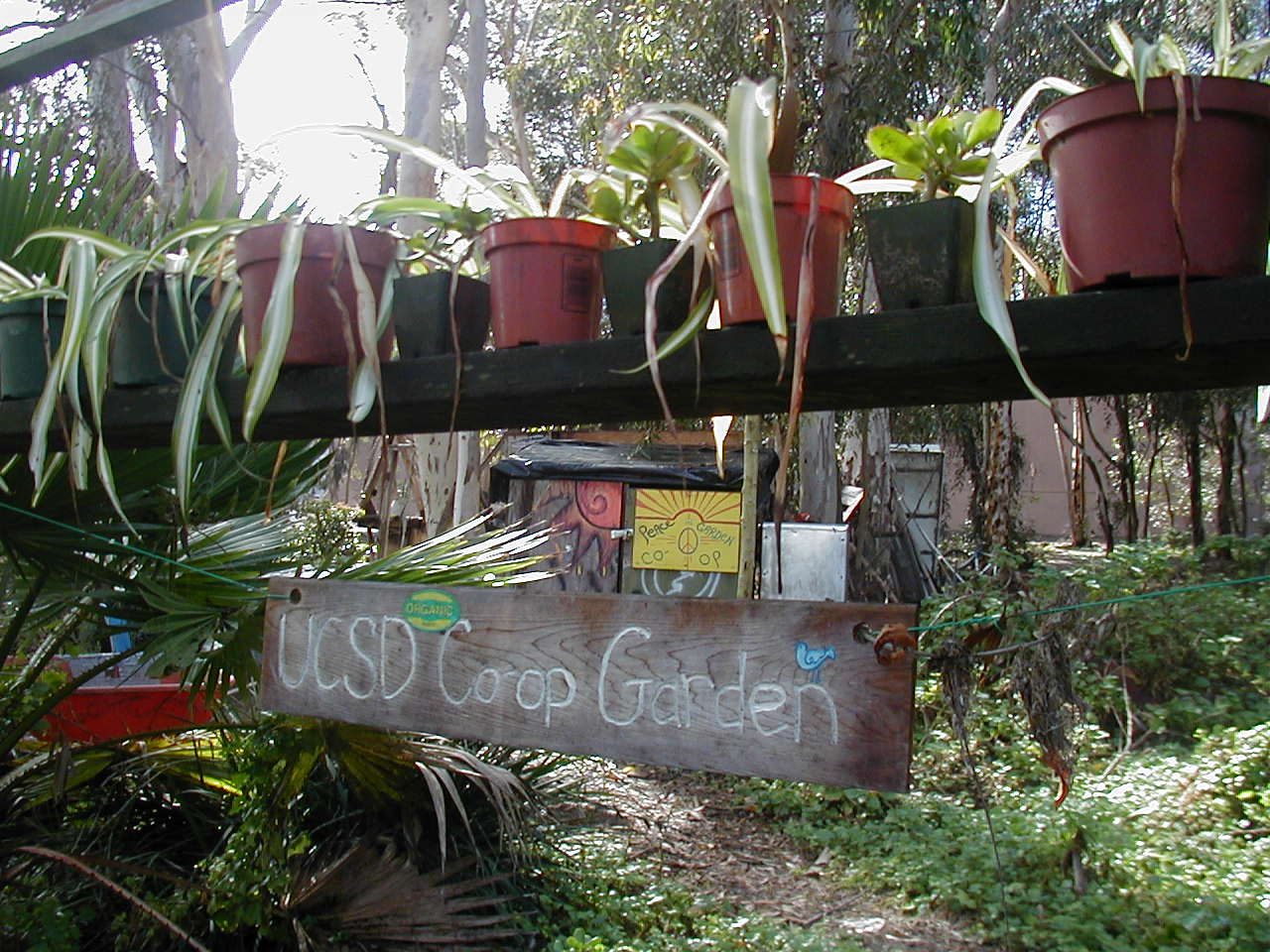
Közösen művelt kert, UCSD, San Diego

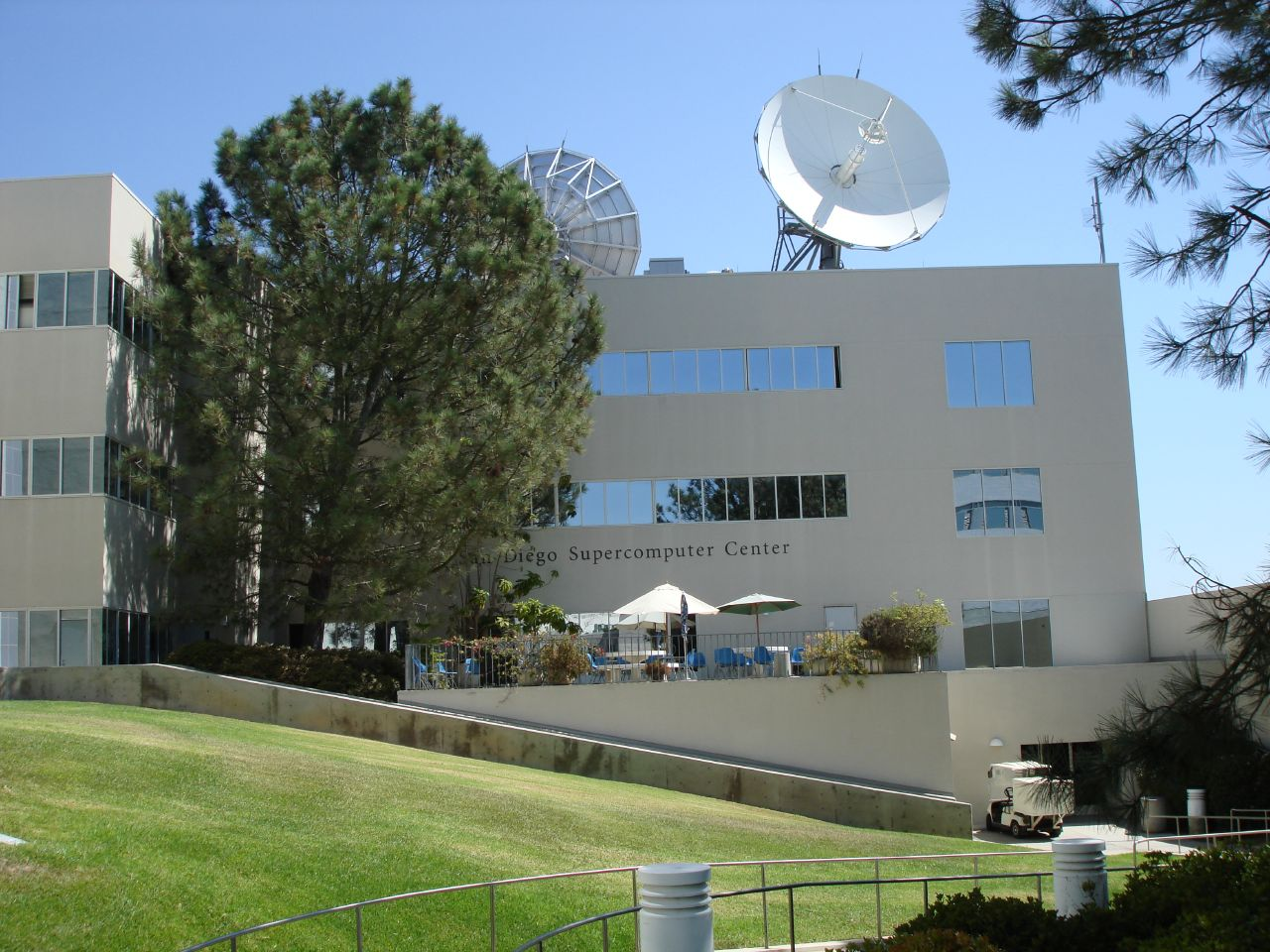
Szuperszámítógép Központ

A tervek elkészítése új egyetemi kampusz létrehozására már 1956-ban elkezdődtek, a már működő Tengerkutatási Intézet igazgatója, Roger Revelle járt élen a tervezésben, szeretett volna a saját intézetének kutatásai mellé hasonló minőségű mérnöki és doktori iskolákat létrehozni. San Diego város vezetése és polgárai támogatták a tervet. San Diegótól északra a tengerparton, a Tengerkutatási Intézet közelében 59 hektárnyi (240.000 m2) területet jelöltek ki az új kampusznak, majd további területeket jelöltek ki, amelyek már a San Diegótól északra, a tengerparton fekvő La Jolla város ingatlankezelése körébe tartoztak. Szavaztak arról, hogy a Kaliforniai Egyetem székhelye La Jolla vagy San Diego legyen, megszavazta a város San Diegot.
1958-tól Herbert York vezette a Lawrence Livermore Nemzeti Laboratóriumot, s az „Oxbridge” modellre, s Revelle ötleteire támaszkodva alakította ki a kampusz tervét. Az UCSD volt az első általános kampusz, fölülről lefelé alakították ki, a kutatási hangsúlyoknak megfelelően.
Nagyon sok pénz kellett az építkezésekhez, nagy összefogásra volt szükség. John Jay Hopkins, a General Dynamics Corporation] vezérigazgatója egymillió dollárt adományozott az építkezésre. Harold Urey Nobel-díjas vegyész 1958-ban már toborozta a hallgatókat. 1960-ban Maria Goeppert-Mayert nevezték ki a fizika professzorának, később 1963-ban, ő is Nobel-díjas lett. A természettudományi szakokkal nyitott az UC 1960-ban, a fizika, a biológia, a kémia, a földtudományok területén. 1963-ban befejeződtek a mérnöki kar építkezései. 1964-től Semple Galbraith lett a kancellár, az ő vezetésével emeltek újabb épületeket a társadalmi és humán tudományoknak. 1964-ben a második college Jean Muir (1838-1914) kaliforniai kormányzó halálának ötvenedik évfordulója tiszteletére a Jean Muir nevet kapta. 1966-tól már orvostanhallgatókat is vettek fel.
A  újbaloldali politológus, Herbert Marcuse 1965-ben csatlakozott az egyetemhez, az ő tanítványa volt San Franciscóban Angela Davis. Demonstrációk voltak az egyetemen, végül Marcuse maradhatott köszönhetően az egyetemi autonómiának, s főleg a helyi vezetők támogatásának.
Richard C. Atkinson volt a kancellár 1980-1995-ig, megerősítette az egyetem és a város (San Diego) kapcsolatait, kiépített számos együttműködést a technológiában élenjáró cégekkel. A kampusz tovább bővült, a diákok száma megduplázódott (18.000 fő 1995-ben). 1995-ben a Nemzeti Kutatási Tanács a minőségi skálán a 10. helyre sorolta az UCSD diplomás programokat.
A gazdasági világválság közepette, 2009-ben nehéz idők köszöntöttek be a Kaliforniai Egyetemen is, a csökkenő állami támogatást hitelekkel ellensúlyozták.

## Szervezete

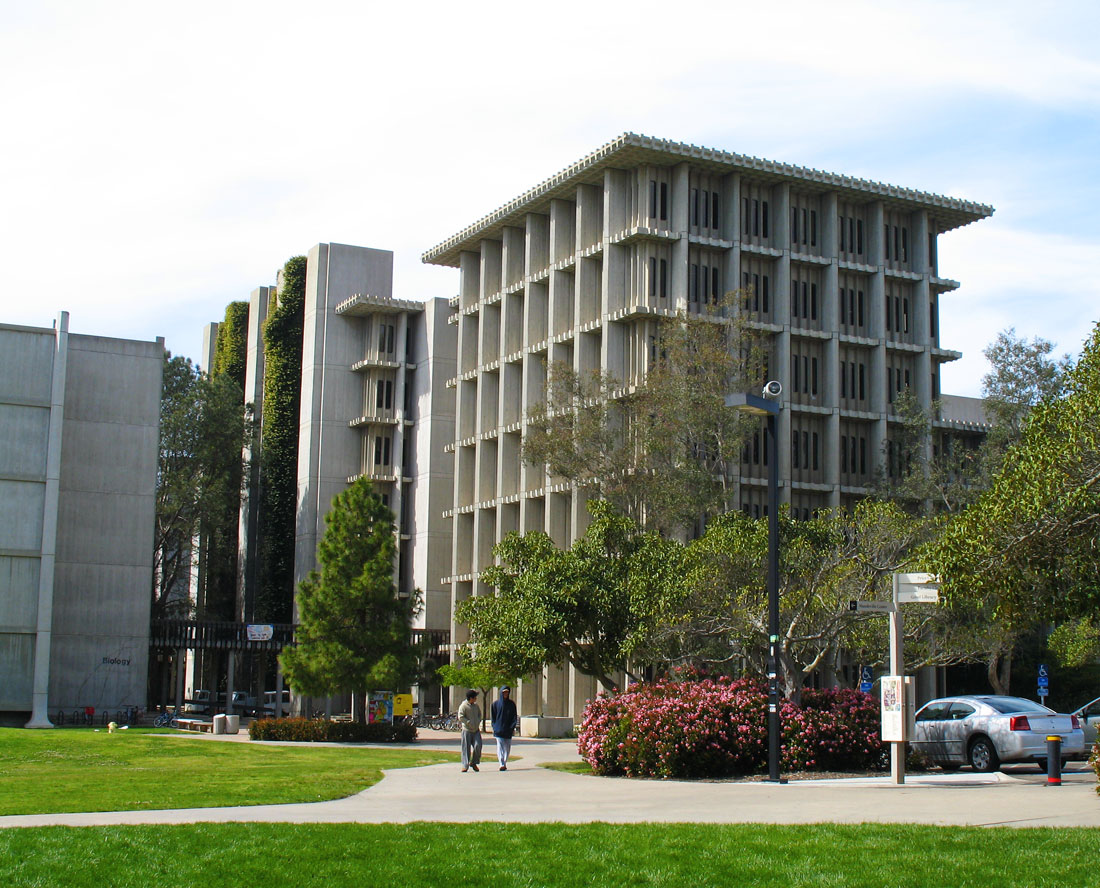
John Muir College

Az UCSD nyolc főiskolából (college) áll, mindegyiknek más az oktatási és kutatási területe. A nyolc főiskola:
- Revelle College
- Eleanor Roosevelt College
- Earl Warren College
- Thurgood Marshall College
- John Muir College
- Sixth College
- Seventh College
- Eighth College

## Magyar vonatkozások
- 1981 óta az egyetem fizikai tanszékén oktat Kuti Gyula (1940) fizikus, a Magyar Tudományos Akadémia (MTA) tagja.
- 1984 és 1988 között a matematikai tanszék tanára volt Komlós János (1942) matematikus, az MTA tagja.
- 2017 óta oktat a társadalomtudományi tanszéken Jancsics Dávid (1974) szociológus, korrupciókutató.